# M6 Suisse
M6 Suisse est une chaîne de télévision généraliste française diffusant une fenêtre publicitaire exclusive et spécifique à destination de la Suisse romande. Elle fait partie du Groupe M6. Le programme est identique à la chaîne privée M6 à l'exception des publicités.

## Histoire de la chaîne
M6 Suisse a été conventionnée par le CSA le 2 octobre 2001 et autorisée à diffuser son programme sur un second signal satellite spécifique pour la Suisse avec des publicités adaptées au marché (fenêtres publicitaires). La chaîne est diffusée en clair sur le satellite Eutelsat 9EA (9°Est), ainsi que sur plusieurs réseaux câblés suisses.
Le 17 novembre 2003, la Radio télévision suisse (RTS) a déposé plainte contre M6 Suisse devant la cour civile fribourgeoise pour violation des droits d'auteur et concurrence déloyale. La RTS accuse M6 de ne pas respecter les droits de retransmission et/ou les droits d'exclusivités pour certains programmes (notamment les séries et les films) que la RTS a acquis pour la Suisse. Le Tribunal fribourgeois ne s'étant pas prononcé en faveur de la RTS, cette dernière a annoncé le 19 mars 2007 avoir fait recours auprès du Tribunal Fédéral.
La RTS a annoncé le 5 septembre 2007 avoir remporté une bataille dans le litige l'opposant à M6. Le Tribunal Fédéral a en effet annulé le verdict du Tribunal fribourgeois qui devra réexaminer le dossier. Cette décision n'a pas d'influence sur la diffusion de M6 Suisse.
Le 18 février 2009, la RTS annonce avoir gagné son procès face à M6, près de 6 ans après le dépôt de plainte. Selon la chaîne romande, le Tribunal cantonal de Fribourg a en effet reconnu que la diffusion de M6 Suisse viole la loi sur le droit d'auteur et la loi contre la concurrence déloyale. La RTS et SRG SSR ont annoncé qu'elles allaient maintenant examiner « toutes les actions à entreprendre pour faire respecter leurs droits »,.
Les publicités pour la Suisse sont gérées par l'entreprise Goldbach Media (Switzerland) AG (anciennement IP Multimedia (Suisse)) qui s'occupe déjà de plusieurs fenêtres publicitaires en Suisse.
Selon le journal suisse Le Matin Dimanche, les réseaux Citycable (Lausanne) et naxoo (Genève et Chablais valaisan) ne diffuseraient plus la fenêtre publicitaire de M6 Suisse, respectivement dès le 31 décembre 2009 et le 31 janvier 2010.
À la suite de cela, la presse annonce le 27 novembre 2009 que M6 a déposé plainte contre la RTS et publisuisse pour concurrence déloyale. La chaine française estime que la RTS fait pression sur les réseaux câblés pour que ceux-ci arrêtent la diffusion de la fenêtre publicitaire avant que le Tribunal fédéral ne se soit prononcé sur le recours de M6. Les réseaux genevois et lausannois invoquent quant à eux des raisons commerciales pour justifier cet arrêt (cf. Interruption de la diffusion),.
Le 12 janvier 2010, le Tribunal fédéral a donné raison à M6 dans le conflit l'opposant à la RTS. Selon les juges, la fenêtre publicitaire « ne viole ni la loi sur le droit d'auteur, ni celle sur la concurrence déloyale ». Ils ont également estimé que la loi suisse n'est pas applicable dans cette affaire et que seule celle du pays d'émission fait référence. La SSR et la RTS se disent très déçues et attendent les considérants du Tribunal fédéral pour prendre position.

## Identité visuelle

Ancien logo de M6 Suisse du 2 octobre 2001 au 30 novembre 2009.
Logo de M6 Suisse du 30 novembre 2009 au 1er septembre 2020.
Logo de M6 Suisse depuis le 1er septembre 2020.

## Programmes
M6 Suisse diffuse strictement les mêmes programmes que la version française à la différence des spots publicitaires qui sont spécifiques au marché suisse.

## Distribution
Actuellement, la plupart des téléréseaux romands diffusent M6 Suisse. Certains réseaux, notamment fribourgeois et neuchâtelois, le font pratiquement depuis le début. M6 Suisse n'a conquis le bassin lémanique que plus tard puisque les téléréseaux ont longtemps refusé de diffuser cette chaîne. Ainsi, naxoo diffuse M6 Suisse, dans le canton de Genève et dans une partie du Chablais valaisan, officiellement depuis le 1er mars 2007 (selon les abonnés, depuis le courant février). Les Services Industriels de Lausanne diffusent la chaîne depuis le 4 juin 2007. Tous ces réseaux diffusaient précédemment la version originale d'M6.
Pour faciliter l'extension de sa zone de diffusion et ainsi augmenter le prix de vente de ses publicités, M6 rétribue les téléréseaux diffusant son signal suisse,. En 2010 on apprend qu'M6 rémunère les téléréseaux 0.60 franc suisse (CHF) par abonné et par année. Cela représente 45 000 CHF par an pour un téléréseau comme Citycable et jusqu'à 90 000 CHF pour naxoo.
Avec ces nouvelles zones de diffusion, IP Multimedia estime à 1 million le nombre de téléspectateurs potentiels pour M6 Suisse (juin 2007).

### Interruption de la diffusion
En 2006, lors de la coupe du monde de football, les matchs diffusés par M6 n'ont pas été diffusés par M6 Suisse car les droits de retransmission de ces compétitions pour la Suisse appartenaient à SRG SSR idée suisse. Les téléspectateurs des téléréseaux reprenant ce signal se sont donc retrouvés devant un écran noir, provoquant l'ire des abonnés. Ce problème, qui avait remis en lumière la question de la légalité de cette fenêtre publicitaire, a poussé certains téléréseaux à revenir temporairement au signal français.
En 2010, pour des raisons commerciales, Citycable, le téléréseau de la ville de Lausanne, a suspendu la diffusion du 1er janvier 2010 au 1er mars 2010. Durant cette période, la chaine était remplacée par la version française d'M6. Cela concernait également les réseaux reprenant l'offre numérique en DVB-T de Citycable. Pour les mêmes raisons, il était également prévu que le téléréseau genevois naxoo interrompe la diffusion à partir du 1er février 2010, mais il n'en a finalement rien été.

## Audiences
Avec une audience moyenne de 8,8 % de part de marché en 2016, M6 est la troisième chaîne suisse francophone la plus regardée, derrière RTS Un (19,5 %) et TF1 (11 %).
| 2011  | 2012  | 2013  | 2014  | 2015  | 2016  | 2017  | 2018  | 2019  | 2020  | 2021  |
| ----- | ----- | ----- | ----- | ----- | ----- | ----- | ----- | ----- | ----- | ----- |
| 8,2 % | 9,2 % | 8,4 % | 9,3 % | 9,0 % | 8,8 % | 9,1 % | 8,8 % | 8,1 % | 7,3 % | 7,6 % |

Source : Mediapulse